# Big Hits (High Tide and Green Grass)
Big Hits (High Tide and Green Grass) er det første officielle opsamlingsalbum fra The Rolling Stones, der blev udgivet sent i 1966 af Decca Records i England, og i USA af London Records, bandets amerikanske udgiver på dette tidspunkt. Albummet, der indeholdte nogle af bandets største hits, blev udgivet syv måneder før i England end i USA. De to udgivelser indeholdt forskellige cover og numre. 

## Historie

### USA udgivelsen
Den blev nummer tre på de amerikanske charts liste, hvor den blev i to år. Big Hits (High Tide and Green Grass) viste sig at være et stort hit, og er stadig et populært Rolling Stones album.

### England udgivelsen
Den engelske Big Hits (High Tide and Green Grass)  indeholdt numre der havde været udgivet i USA. The Rolling Stones debut single af Chuck Berrys ”Come On” var med. Men dens mere succesfulde opfølger ” I Wanna Be Your Man”, komponeret af rivalerne John Lennon/Paul McCartney, kom ikke med.  Big Hits (High Tide and Green Grass)  blev nummer fire på den engelske charts liste. 

## Spor

### Udgivelsen i USA
- Alle sangene er skrevet af Mick Jagger and Keith Richards undtaget hvor andet er påført.

1. "(I Can't Get No) Satisfaction" – 3:43
2. "The Last Time" – 3:40
3. "As Tears Go By" (Mick Jagger/Keith Richards/Andrew Loog Oldham) – 2:45
4. "Time Is on My Side" (Norman Meade) – 2:58
5. "It's All Over Now" (Bobby Womack/Shirley Jean Womack) – 3:26
6. "Tell Me (You're Coming Back)" – 3:46
7. "19th Nervous Breakdown" – 3:56
8. "Heart of Stone" – 2:50
9. "Get Off of My Cloud" – 2:55
10. "Not Fade Away" (Buddy Holly/Norman Petty) – 1:48
11. "Good Times, Bad Times" – 2:31
12. "Play With Fire" – 2:13

### Udgivelsen i England
- Alle sangene er skrevet af Mick Jagger og Keith Richards undtaget hvor andet er påført.

1. "Have You Seen Your Mother, Baby, Standing in the Shadow?" – 2:34
2. "Paint It, Black" – 3:45
3. "It's All Over Now" (Bobby Womack/Shirley Jean Womack) – 3:27
4. "The Last Time" – 3:40
5. "Heart of Stone" – 2:46
6. "Not Fade Away" (Buddy Holly/Norman Petty) – 1:48
7. "Come On" (Chuck Berry) – 1:49
8. "(I Can't Get No) Satisfaction" – 3:43
9. "Get Off of My Cloud" – 2:55
10. "As Tears Go By" (Mick Jagger/Keith Richard/Andrew Loog Oldham) – 2:45
11. "19th Nervous Breakdown" – 3:57
12. "Lady Jane" – 3:08
13. "Time Is on My Side" (Norman Meade) – 2:53
14. "Little Red Rooster" (Willie Dixon) – 3:05